# Diachlorus fuscistigma
Diachlorus fuscistigma är en tvåvingeart som beskrevs av Lutz 1913. Diachlorus fuscistigma ingår i släktet Diachlorus och familjen bromsar. Inga underarter finns listade i Catalogue of Life.